# Андуар, Нюма
Нюма́ Андуа́р (фр. Numa Andoire; 19 марта 1908, Курсегуль, Франция — 2 января 1994) — французский футболист и тренер. Выступал на позиции защитника.

## Карьера

### Клубная
Нюма Андуар в разное время играл во французских клубах «Ницца», «Антиб», «Нанси», «Канн» и «Тулуза». Принимал участие в первом чемпионате Франции. Окончил карьеру игрока в 1946 году в «Антибе».

### В сборной
Привлекался в состав сборной Франции для участия в ЧМ—1930, но ни одного матча на турнире не сыграл.

### Тренерская
Нюма Андуар начал тренерскую карьеру в «Антибе», за который выступал в 1945—1946 годах в качестве играющего тренера. В дальнейшем Андуар дважды возглавлял «Ниццу», с которой выигрывал чемпионат и кубок Франции.

## Достижения

### Тренерские
- чемпион Франции (2): 1950/51, 1951/52
- Обладатель Кубка Франции: 1951/52